# Taddeo Sarti
Taddeo Sarti (1540 – 24 de novembro de 1617) foi um prelado católico romano que serviu como bispo de Nepi e Sutri (1604–1616).

## Biografia
Taddeo Sarti nasceu em 1540 em Bolonha, na Itália. No dia 31 de maio de 1604, foi nomeado bispo de Nepi e Sutri durante o papado de Clemente VIII. A 7 de junho de 1604, foi consagrado bispo por Camillo Borghese, cardeal-sacerdote de San Crisogono, com Agostino Quinzio, bispo de Korčula, e Leonard Abel, bispo titular de Sidon, servindo como co-consagradores. Serviu como Bispo de Nepi e Sutri até à sua renúncia em 1616. Faleceu no dia 24 de novembro de 1617.